# Diego (calciatore 1995)
Jackson Diego Ibraim Fagundes, meglio noto come Diego (Macaé, 31 ottobre 1995), è un calciatore brasiliano, difensore del Ceará.

## Carriera
Ha militato nelle serie inferiori del calcio brasiliano per la prima parte della sua carriera. Il 10 aprile 2022 ha debuttato nel Brasileirão giocando con il Goiás l'incontro perso per 3-0 contro il Coritiba.

## Statistiche

### Presenze e reti nei club
Statistiche aggiornate al 10 maggio 2022.
| Stagione        | Squadra         | Campionato      | Campionato | Campionato | Coppe nazionali | Coppe nazionali | Coppe nazionali | Coppe continentali | Coppe continentali | Coppe continentali | Altre coppe | Altre coppe | Altre coppe | Totale | Totale |
| Stagione        | Squadra         | Comp            | Pres       | Reti       | Comp            | Pres            | Reti            | Comp               | Pres               | Reti               | Comp        | Pres        | Reti        | Pres   | Reti   |
| --------------- | --------------- | --------------- | ---------- | ---------- | --------------- | --------------- | --------------- | ------------------ | ------------------ | ------------------ | ----------- | ----------- | ----------- | ------ | ------ |
| 2017            | Barcelona-RJ    | B1/RJ           | 20         | 0          |                 | -               | -               |                    | -                  | -                  |             | -           | -           | 20     | 0      |
| 2018            | Resende         | A/RJ            | 5          | 0          |                 | -               | -               |                    | -                  | -                  |             | -           | -           | 5      | 0      |
| 2018            | Friburguense    | B1/RJ           | 18         | 4          |                 | -               | -               |                    | -                  | -                  |             | -           | -           | 18     | 4      |
| 2019            | Resende         | A/RJ            | 8          | 0          |                 | -               | -               |                    | -                  | -                  |             | -           | -           | 8      | 0      |
| 2019            | Portuguesa-RJ   | D               | 6          | 0          |                 | -               | -               |                    | -                  | -                  |             | -           | -           | 6      | 0      |
| 2019            | Friburguense    | B1/RJ           | 17         | 2          |                 | -               | -               |                    | -                  | -                  |             | -           | -           | 17     | 2      |
| 2020            | Resende         | A/RJ            | 9          | 0          |                 | -               | -               |                    | -                  | -                  |             | -           | -           | 9      | 0      |
| 2020            | Boa Esporte     | M1/MG+C         | 2+11       | 0+1        | CB              | -               | -               |                    | -                  | -                  |             | -           | -           | 13     | 1      |
| 2021            | Boa Esporte     | M1/MG           | 11         | 0          |                 | -               | -               |                    | -                  | -                  |             | -           | -           | 11     | 0      |
| 2021            | Goiás           | B               | 32         | 0          | CB              | -               | -               |                    | -                  | -                  |             | -           | -           | 32     | 0      |
| 2022            | Goiás           | PD/GO+A         | 12+5       | 0          | CB              | 3               | 0               |                    | -                  | -                  |             | -           | -           | 20     | 0      |
| Totale carriera | Totale carriera | Totale carriera | 156        | 7          |                 | 3               | 0               |                    | -                  | -                  |             | -           | -           | 159    | 7      |

## Palmarès

### Club

#### Competizioni statali
- Campeonato Carioca Série B1: 1

Friburguense: 2019
- Campeonato Cearense: 1

Ceara: 2025